# Il grande addio
Il grande addio è un film del 1954, diretto da Renato Polselli.